# Edita Abdieski
Edita Abdieski (Bern, 14 november 1984) is een Zwitserse zangeres.

## Biografie
Edita Abdieski groeide op in het Bernse stadsdeel Bümpliz. Haar ouders zijn afkomstig uit Macedonië en Montenegro. Haar vader overleed in 1992. Ze woont en werkt in Keulen.
Abdieski formeerde op 11-jarige leeftijd met buurkinderen haar eerste band the neighbour friends en ze schrijft sinds 13-jarige leeftijd songs. Ze won in Zwitserland twee zangconcoursen en daaraan verbonden een opleiding aan de Swiss Musical Academy in Bern.
In 2006 was ze samen met Vanessa Tancredi onder de bandnaam Vanessa Edita onder contract bij Muve Records in Zürich. Daar verscheen de single Wenn Ig Nume Wüsst met als B-kant Ig Bi So Guet. In hetzelfde jaar speelde Abdieski de hoofdrol van Kimberly in de musical Dance Me! The Streetdance Musical en bij Different Swing Entertainment verscheen een gelijknamig album. Eveneens in hetzelfde jaar zong ze onder de naam Edita Shain bij Grand Mother's Funck. Ze is zangeres van de Duitse funk- en soul-coverband GrooveClubBand.
In juni 2011 ging ze in vier Duitse en twee Zwitserse steden op clubtournee. Daar presenteerde ze songs uit haar album One en de zelf geschreven songs Done with You en Really Love Me. Ofschoon Sony een verder album wilde opnemen met Abdiesky, wisselde ze in 2012 naar een kleiner label. Ze had o.a. optredens bij de Session Possible van Wolf Codera. In 2017 bracht ze het comebackalbum On&On uit na een hersenbloeding.

### X Factor
Van augustus tot november 2010 was Edita Abdieski te zien in het eerste seizoen van de Duitse castingshow X Factor bij de particuliere zender VOX. Met jurylid Till Brönner als mentor kwam ze uit in de categorie van de solozangers vanaf 25 jaar. Ze won de finale op 9 november 2010 en kreeg een platencontract bij Sony BMG. Haar eerste single I've Come to Life, die werd geschreven en geproduceerd door Florian Jakob, Chris Buseck en Raphaël Schillebeeckx, verscheen op 12 november 2010. Op de single bevindt zich een cover van de Gossip-song Heavy Cross.
| Optredens bij X Factor                                  | Songtitel                          | Oorspronkelijke vertolker        | Procent (klassering) |
| ------------------------------------------------------- | ---------------------------------- | -------------------------------- | -------------------- |
| Casting                                                 | Tell Me ’Bout It                   | Joss Stone                       | in het bootcamp      |
| Bootcamp                                                | Mama Do                            | Pixie Lott                       | in het juryhuis      |
| Juryhaus                                                | With a Little Help from My Friends | The Beatles / later: Joe Cocker  | in de Live Shows     |
| Liveshow 1: Playlist 2010 (21 september 2010)           | Empire State of Mind               | Alicia Keys                      | 13,92 % (4/9)        |
| Liveshow 2: Blockbuster Night (28 september 2010)       | Street Life                        | Randy Crawford                   | 12,91 % (5/8)        |
| Liveshow 3: Kings and Queens of Pop (5 oktober 2010)    | Respect                            | Aretha Franklin                  | 15,33 % (3/7)        |
| Liveshow 4: Mystery Night (12 oktober 2010)             | Heavy Cross                        | Gossip                           | 18,15 % (3/6)        |
| Liveshow 5: Laut und leise (19 oktober 2010)            | Just Like a Pill                   | P!nk                             | 19,43 % (3/5)        |
| Liveshow 5: Laut und leise (19 oktober 2010)            | Russian Roulette                   | Rihanna                          | 19,43 % (3/5)        |
| Liveshow 6: A Night at the Club (26 oktober 2010)       | Release Me                         | Agnes                            | 27,42 % (1/4)        |
| Liveshow 6: A Night at the Club (26 oktober 2010)       | Why Don’t You Love Me              | Beyoncé                          | 27,42 % (1/4)        |
| Liveshow 7: Michael Jackson & Friends (2 november 2010) | Blame It on the Boogie             | The Jackson Five                 | 41,53 % (1/3)        |
| Liveshow 7: Michael Jackson & Friends (2 november 2010) | You Are So Beautiful               | Diana Ross                       | 41,53 % (1/3)        |
| Liveshow 8: Finale (9 november 2010)                    | Run                                | Snow Patrol / later: Leona Lewis | 74,10 % (1/2)        |
| Liveshow 8: Finale (9 november 2010)                    | Wo willst du hin?                  | Xavier Naidoo                    | 74,10 % (1/2)        |
| Liveshow 8: Finale (9 november 2010)                    | I’ve Come to Life                  | Edita Abdieski                   | 74,10 % (1/2)        |

## Discografie
Singles
- 2005: Don't Leave Me (met Santiago Cortés)
- 2006: Wenn ig nume wüsst (met haar band Vanessa Edita)
- 2010: Ive Come to Life
- 2011: The Key
- 2013: Done with You
- 2017: Fall Into Black

Albums
- 2006: Z Debü (met haar band Vanessa Edita)
- 2011: One
- 2017: On & On

als gastzangeres
- 2005: Don't Leave Me - Santiago Cortés met Edita Abdieski
- 2006: Let the Music Play - Santiago Cortés met Edita Abdieski (op Cortés' album First Class)
- 2010: Better - (duet met Patric Scott; als Edita Shain)
- 2010: Summer Love - Santiago Cortés met Edita Abdieski
- 2010: Time Is Tickin' - Santiago Cortés met Edita Abdieski
- 2011: The Best Thing About Me Is You - (duet met Ricky Martin)
- 2011: Summer Love - Flat Eric met Santiago Cortés & Edita Abdieski (op het album Flat Eric Pres. Flat Beats)

Musicalalbums
- 2006: Dance Me! The Streetdance Musical

- Gemeinsame Normdatei: 101918938X
- International Standard Name Identifier: 0000 0003 6649 5969
- MusicBrainz: 4b403ad3-83ef-4ca6-ba4c-f94ad6ddfc38
- Virtual International Authority File: 230050344
- WorldCat: E39PBJj8RTCHQJFQJXC8FxxVYP